# أحمد أباد (دربندرود)
أحمد أباد (بالفارسية: احمد آباد) هي قرية تقع في إيران في قسم دربندرود الريفي. يقدر عدد سكانها بـ 625 نسمة بحسب إحصاء 2016.